# KRBA2
KRBA2‏ (KRAB-A domain containing 2) هوَ بروتين يُشَفر بواسطة جين KRBA2 في الإنسان.